# I. K. Inha

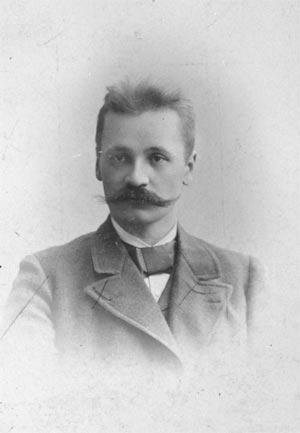
I. K. Inha

I. K. Inha (* 12. November 1865 im mittelfinnischen Jäähdyspohja, Kreis Virrat als Konrad Into Nyström; † 3. April 1930 in Helsinki) war ein finnischer Fotograf, Reiseschriftsteller, Journalist und Übersetzer. Als Fotograf war Inha ein Pionier, der der Fotografie in Finnland zur Anerkennung verhalf, indem er die finnische Wald-, Fluss- und Seenlandschaft, die Waldbauern und ihr Milieu sowie die alten Gebräuche und Sitten fotografisch dokumentierte und beschrieb.

## Leben
I. K. Inha war das neunte von elf Kindern. Sein Vater war der Verwaltungsbeamte Johan Abraham Nyström und seine Mutter Clara Charlotte Nyström, geb. Vikman. Beide Eltern gehörten zum schwedischsprachigen (Finnlandschwedisch) Bürgertum in Finnland. Im Elternhaus wurde musiziert, viel gelesen, fotografiert und gemalt, Ausflüge in die Natur waren häufig. Sein Bruder Usko Nyström (1861–1925) wurde Architekt, der u. a. das Staatshotel in Imatra im Jugendstil baute. Nach der Volks- und Realschule kam Konrad Into 1877, die Familie war inzwischen nach Ikaalinen gezogen, als einziges der Kinder in ein finnischsprachiges Gymnasium in Hämeenlinna. Er war einer der besten Schüler mit Latein, Deutsch, Russisch und Französisch als Fremdsprachen und erlernte neben der Schule noch Englisch und Italienisch. Auch Jean Sibelius besuchte diese Schule, wurde sein Klassenkamerad und Freund. Nach der Reifeprüfung 1884 immatrikulierte sich Into an der Universität Helsinki und belegte Ästhetik, Finnisch und Geschichte, wechselte aber zu Geologie, Geografie und Chemie, ohne das Studium abzuschließen. Inzwischen hatte er eine umfassende Allgemeinbildung und beherrschte mehrere Fremdsprachen. Inha blieb in Helsinki sesshaft und hatte zwischen 1890 und 1901 seine kreativste Schaffenszeit. Seine wiederholte Werbung um Aino Krohn, später verheiratete Kallas (1878–1956) blieb unerwidert. Inha blieb Zeit seines Lebens unverheiratet. Inha unternahm zahlreiche Reisen im In- und Ausland. Von 1917 bis 1925 lebte er zurückgezogen im ländlichen Südwesten Finnlands (Karjalohja und Lohja), bevor er 1925 wieder nach Helsinki zog und dort 1930 an Leukämie starb. In Helsinki ist er auf dem Hietaniemi-Friedhof, im Abschnitt für Künstler begraben.
I. K. Inha war ein Wegbereiter für das rasch erstarkende Nationalbewusstsein im autonomen russischen Großfürstentum Finnland. 1917 erklärte Finnland seine Unabhängigkeit. Durch seine moderne, realistisch-dokumentarische Fotografie der Natur Finnlands leistete er einen wichtigen Beitrag zur finnischen Nationalromantik. 1887 nahm er wie viele andere schwedischsprachige Finnen einen finnisch klingenden Namen an und nannte sich fortan Into Konrad Inha. Inha ist der Vorname seiner Schwester Inha Luciina Nyström, die fünfjährig starb, als er drei Jahre alt war.

## Werk und Schaffen
1886 fuhr Inha mit dem Fahrrad durch Deutschland, Nordböhmen, die Schweiz und Straßburg, besuchte 1889 die Praktische Lehranstalt für Photographie von W. Cronenberg in Grönenbach (dem heutigen Bad Grönenbach) im Allgäu und praktizierte noch im selben Jahr im Atelier von E. Jaffé und A. Albert in Wien. Als er 1890 zurück nach Finnland kam, war er Berufsfotograf. Seine journalistische Tätigkeit aber begann er, um sein Auskommen zu sichern, als Redakteur bei der konservativen Zeitschrift „Uusi Suometar“ (Neue Finnin) und der Arbeiterzeitschrift „Kyläkirjaston Kuvalehti“ (Dorfbibliothek Illustrierte), deren Mitherausgeber er war. Im Auftrag des Ateliers von A. Ståhlberg in Helsinki reiste er 1892 nach Nordfinnland, fotografierte vor allem Landschaften und Stromschnellen. Eine Auswahl von 80 Bildern wurde in Helsinki bei A. Ståhlberg in einer Verkaufsausstellung erfolgreich gezeigt. 1893 unternahm er eine ähnliche Reise nach Ostfinnland und 1894 nach dem orthodox-geprägten Weißmeer-Karelien, wo er auf den Spuren von Elias Lönnrot, dem Schöpfer des Nationalepos Kalevala, Runensänger und Volksdichtung in Bild und Wort festhielt. Die Bilder festigten endgültig seinen fotografisch-künstlerischen Ruf. Inha setzte bis ins nächste Jahrhundert seine Reisen durch alle Provinzen Finnlands fort, beauftragt von verschiedenen Institutionen und unterwegs mit der Eisenbahn, mit Liniendampfschiffen, im Segel- oder Ruderboot, mit dem Pferdewagen, dem Fahrrad oder zu Fuß. Die Reisen gipfelten in der Publikation „Finland i Bilder – Suomi kuvissa“ (1895/96–174 Bilder). Für die Weltausstellung 1900 in Paris fotografierte er Szenen aus der finnischen Landwirtschaft. Der Maler Eero Järnefelt, ein Vertreter der finnischen Nationalromantik, begleitete Inha 1895 auf die inmitten der finnischen Seenlandschaft gelegene Anhöhe Koli. Die dort entstandene Panoramaserie, zusammengesetzt aus sieben Einzelaufnahmen, wurde in Finnland berühmt.
Inha übersetzte mindestens 39 Bücher ins Finnische, mehrheitlich aus dem Deutschen und Französischen, aber auch aus dem Englischen. Er schrieb über 20 Bücher über seine Reisen sowie über populäre Themen aus Geografie und Naturwissenschaften, ferner publizierte er über 30 Bücher als Herausgeber. 1909/1910 hat er auch ein Buch über Deutschland verfasst. Er war einer der ersten finnischen Auslandskorrespondenten in Griechenland (Türkenkrieg 1897) und England (Burenkrieg 1899).
Inha war ein begeisterter Radfahrer und importierte eine Zeitlang sogar Fahrräder aus England. Für seine Reisen benutzte er ein umgerüstetes Fahrrad, auf dem er seine 23 kg schwere Ausrüstung, bestehend aus Kamera, Stativ, Glasplatten, Kassetten, Chemikalien und persönlichem Gepäck, transportieren konnte. Drei Jahre vor seinem Tod kaufte er sich noch ein Motorrad, eine amerikanische Indian Prince, und machte damit einen Besuch bei der Familie seines Bruders Väinö in einem Vorort von Tampere.

## Werke
- Suomen maisemia (Finnische Landschaften). Näkemänsä mukaan kuvaillut I. K. Inha. 1909. WSOY. Reiseschilderung von Nordfinnland (1892), ohne Bilder.
- Kalevalan Laulumailta (Kalevalas Runensängerland) Erste Ausgabe 1911
- Suomen maisemia (Finnische Landschaften). Näkemänsä mukaan kuvaillut I. K. Inha. 1925. WSOY. Zweite erweiterte Auflage mit Bildern.
- Suomen maisemia (Finnische Landschaften). Näkemänsä mukaan kuvaillut I. K. Inha. 1988. WSOY. Dritte erweiterte Auflage mit Bildern.
- I. K. Inha: Eräs valokuvausmatka. (Eine fotografische Reise). Cameran Aikakauslehti valokuvaajia ja harrastajia varten. (Fotozeitschrift). 10. Oktober 1892. Herausgeber K. E. Ståhlberg. Helsinki.
- I. K. Inha: Taiteilijain näyttely (Ausstellung eines Künstlers). Uusi Suometar(Zeitschrift). 8. November 1895. Nr. 260.
- I. K. Inha: Laukkumiesten kotimaa (Heimat der wandernden Händler). Kansanvalistusseuran kalenteri (Kalender des Vereins für Volksaufklärung). 1896. Weilin+Göös. Helsinki 1895.
- I. K. Inha: Finland i bilder. Suomi kuvissa. La Finlande pittoresque. Wenzel Hagelstam & Uno Wasastjerna, Helsinki/Wien 1895/1896. (Das Werk ist digitalisiert im Internet unter: https://www.doria.fi/handle/10024/43338 zu finden (2. September 2011)).
- I. K. Inha: Valokuvaus matkoilla (Fotografie unterwegs). Turistföreningens i Finland Årsbok för 1896. (Verkehrsverein in Finnland, Jahrbuch 1896). Helsinki 1896.
- I. K. Inha: Kuinka ’Suomi kuvissa’ syntyi. Vähän selontekoa matkoistani. (Wie 'Finland i Bilder' entstand. Kurze Erklärung meiner Reisen). Uusi Suometar. 1. November 1897.
- I. K. Inha: Pisan mäki (Der Berg von Pisa). Kyläkirjaston Kuvalehti, 12/1897, 142.
- I. K. Inha: Saimaan kanavalla (Auf dem Saimaakanal). Kansanvalistusseuran kalenteri  (Kalender des Vereins für Volksaufklärung) 1901. Weilin+Göös. Helsinki 1900.
- I. K. Inha: Suursaari (Hochland). Kansanvalistusseuran kalenteri (Kalender des Vereins für Volksaufklärung) 1904. Weilin+Göös. Helsinki 1903.
- I. K. Inha: Karjalohjalla ja Sammatissa (In Karjalohja und Sammatti). Kansanvalistusseuran kalenteri (Kalender des Vereins für Volksaufklärung) 1905. Weilin+Göös. Helsinki 1904.
- I. K. Inha: Oulusta Iisalmeen (Von Oulu nach Isalmi). Kansanvalistusseuran kalenteri (Kalender des Vereins für Volksaufklärung) 1906. Täydellinen laitos (Gesamtausgabe). Weilin+Göös. Helsinki 1905.
- I. K. Inha, 1909–1910. Saksanmaa (Deutschland). Maantieteellisiä kuvaelmia XXXIV (Geographische Tableaus). Kansanvalistusseura (Verein für Volksaufklärung). Helsinki.
- I. K. Inha: Kalevala ja kansanrunouden tutkimus (Die Kalevala und die Volksdichtung). Uusi Suometar (Zeitschrift). 27. Februar 1910, Nr. 47.
- I. K. Inha: Vienan Karjalan runolaulajavanhuksia (Alte Runensänger Weißmeer-Kareliens). Uusi Suometar (Zeitschrift) 27. Februar 1910, Nr. 47.
- I. K. Inha: Islanti, tarun ja runon maa (Island, das Land der Sagen und Runen). Helsinki 1912.
- I. K. Inha: Kolme Torisevaa (Dreimal der Torisevasee). Kansanvalistusseuran kalenteri (Kalender des Vereins für Volksaufklärung). 1916. Weilin+Göös. Helsinki 1915.
- I. K. Inha: Lohjan vanhoista lehdoista (Alte Haine in Lohja). Tiede ja elämä II vihko(Wissenschaft und Leben II Heft). WSOY. Porvoo 1920.
- I. K. Inha: Kalevalan laulumailta (Kalevalas Runensängerland). Elias Lönnrotin poluilla Vienan Karjalassa (Auf den Spuren von Elias Lönnrot in Weißmeerkarelien). Kuvaus Vienan Karjalan maasta, kansasta, siellä tapahtuneesta runonkeruusta ja runoista itsestään. 2. Auflage. (1. Auflage 1911) (Schilderung über Weißmeerkarelien, über das Volk, die Runensammlung und die Runen selbst). Tietosanakirjaosakeyhtiö  Helsinki 1921.
- I. K. Inha: Muistelmia polkupyöräretkeltäni (1886) (Chronik meiner Radwanderung durch Deutschland). Herausg. Mikikko Kylliäinen. Vanhat Velot Ry (Alte Velos) 2009.
- Io Ia, [Inha, I. K.] 1914. Sortunut sävel (Die eingestürzte Melodie). Kansanvalistusseuran kalenteri (Kalender des Vereins für Volksaufklärung) 1915. Weilin+Göös. Helsinki.

## Neuere Bildbände und Literatur über Inha
- Kati Lintonen: Hymyilevät Rannat (Lachende Strände) I. K. Inhan luonnon hurmaus ja melankolia
- I. K. Inha: Naturrausch und Melancholie. Maahenki Oy. Otavan Kirjapaino Oy, Keuru 2006
- I. K. Inha, 1894: Valokuvaaja Vienan Karjalassa (Fotograf in Weißmeerkarelien) Herausgeber: Pekka Laaksonen, Helsinki 1990
- Tuomo-Juhani Vouorenmaa und Ismo Kajander, I. K. Inha, Fotograf 1865–1930. Werner Söderström Osakeyhtiö, Porvoo 1981
- I. K. Inha: Unelma maisemasta (Traum einer Landschaft). Essay von  Taneli Eskola. Musta Taide,  Helsinki 2007, ISBN 978-952-9851-72-0.
- Jukka Kukkonen: Riitta Toiviainen, Kjell Westö, Helsinki Valon kaupunki (Helsinki Stadt des Lichts) Helsinki mit I.K. Inhas Augen, Werner Söderström OY, Porvoo 2009
- Aamu Nyström: I. K. INHA. Valokuvaaja, kirjailija, kultuurin löytöretkeilijä (I. K. INHA. Fotograf, Schriftsteller, Entdeckungsreisender in Sachen Kultur) Minerva Kustannus Oy, Porvoo 2011, ISBN 978-952-492-441-2.
- Veikko Neuvonen, Tuomo-Juhani Vuorenmaa, I. K. Inha toiveiden mailla (I.K. Inhas Land der Hoffnung) Maahenki Oy, Helsinki 2016